# Économie de la Loire
L’économie de la Loire se caractérise par une implantation importante de l'industrie, notamment dans les domaines de la mécanique et de la métallurgie, du textile, ou de l'agroalimentaire par exemple. Le bassin houiller de Saint-Étienne contribua grandement à l'industrialisation du département et surtout des vallées du Furan, de l'Ondaine et du Gier à partir du XIXe siècle. Comme le bassin du Nord-Pas-de-Calais, l'économie de la Loire se fondait sur la sidérurgie, la métallurgie, l'exploitation de la houille et le textile, notamment la rubanerie. Les emplois industriels ont longtemps été sur-représentés tandis que les emplois tertiaires se situaient à un niveau très bas.
Malgré la fin des houillères à partir des années 1950, la métallurgie et la sidérurgie a pu compenser pendant quelque temps cette destruction d'emplois massive. Mais à partir des années 1970, c'est toute l'industrie du métal et du textile qui entre en difficulté à cause de la concurrence étrangère, du manque d'investissement ou du retard quant au regroupement de certaines activités (Creusot-Loire). Le taux de chômage monte à 12,6 % en 1994, avec des pics à Saint-Étienne, Roanne, les vallées de l'Ondaine et du Gier.
Le département se tertiarise fortement à partir des années 1980 et 1990, compensant difficilement la baisse progressive d'une bonne partie de l'industrie de l'armement (GIAT Industries) et de la métallurgie. Dans le même temps l'agriculture a continué sa chute en matière d'emplois.
Aujourd'hui, le département a remonté la pente difficilement, misant sur l'innovation dans les secteurs de la mécanique, de l'optique, du design ou du textile médical pour redresser son industrie. Les services aux entreprises se sont développés, notamment dans la sous-traitance à l'industrie. Le secteur tertiaire en général continue son augmentation, illustrée par le Groupe Casino qui possède son siège social à Saint-Étienne. 

## Données générales

### Emploi
Emplois selon le secteur d'activité, Insee, en 2009:
| Ensemble                                                     | Nombre  | Pourcentage |
| ------------------------------------------------------------ | ------- | ----------- |
| Agriculture                                                  | 7 242   | 2,5 %       |
| Industrie                                                    | 56 275  | 19,7 %      |
| Construction                                                 | 21 815  | 7,6 %       |
| Commerces, transports, services divers                       | 110 314 | 38,6 %      |
| Administration publique, enseignement, santé, action sociale | 89 810  | 31,5 %      |

### Acteurs institutionnels
Organismes, clusters et pôles de compétitivité :
- Viaméca et MécaLoire: mécanique [3]
- ALLIRA, Céréales Vallées, Organic Cluster, PEIFL, Vitagora : agroalimentaire [4]
- MUTEX, Techtera: textile [5],[6]
- Sporaltec: fédère les industries du sport et du loisir [7]
- Logistique 42 [6]

### Infrastructures
La Loire est un département relativement enclavé géographiquement avec différentes barrières naturelles : les monts du Forez et les monts de la Madeleine à l'ouest, les monts du Lyonnais à l'est et le massif du Pilat au sud. Plusieurs autoroutes sillonnent néanmoins le territoire. L'A47 ouvre le territoire au reste de la région Auvergne-Rhône-Alpes à travers la vallée du Gier jusqu'à l'agglomération lyonnaise. L'A72 pénètre dans la plaine du Forez à partir de Saint-Étienne pour entrer dans le Puy-de-Dôme par l'A89 à hauteur de Nervieux. Enfin, l'A89 se prolonge jusqu'à Roanne puis Lyon.
Le secteur est desservi par plusieurs lignes ferroviaires : une ligne Saint-Étienne-Lyon et Saint-Étienne-Le Puy au sud du département, une ligne Saint-Étienne-Clermont-Ferrand passant par Noirétable, enfin une ligne Roanne-Lyon et Roanne-Clermont-Ferrand dans le nord du département.
Dans le domaine aérien, l'aéroport de Saint-Étienne-Loire constitue un petit aéroport avec une fréquentation de 107 678 personnes en 2011, en forte augmentation depuis 2006. En octobre 2017, il accueille ses derniers vols commerciaux des compagnies Ryanair et Pegasus. L'aéroport, concurrencé par celui de Lyon, présentait un déficit d'un million d'euros annuel[source secondaire souhaitée], et se consacre désormais aux vols privés.
Le transport maritime est aujourd'hui uniquement plaisancier dans la Loire. Il fut pourtant utilisé auparavant pour le transport du charbon sur le fleuve Loire et sur le canal du Gier.

## Secteur primaire: agriculture
L'agriculture est essentiellement basée sur l'élevage bovin, tant pour la viande que pour le lait. Le territoire est néanmoins différencié : tandis que les monts du Forez ou du Lyonnais sont plus spécialisés dans l'élevage bovin, la plaine du Forez comprend des cultures céréalières plus importantes, bien aidée par le canal du Forez qui l'irrigue.
La Loire est le territoire qui concentre les installations de nouveaux agriculteurs, avec 100 nouveaux agriculteurs par an soit 25 % en Rhône-Alpes.

## Secteur secondaire: industrie

### Historique
La Loire est un département à forte tradition industrielle. Avec la rubanerie, l'exploitation massive de la houille à partir du XIXe siècle fit augmenter fortement la population et constitua le 2e bassin houiller de France après celui du Nord-Pas-de-Calais. Le bassin houiller de la Loire employa par exemple 28 000 ouvriers dans les années 1930, chiffre qui déclina rapidement après la guerre pour disparaitre d'abord de Saint-Étienne en 1973 avec la fermeture du puits Couriot, puis totalement avec la fermeture du Puits Pigeot à La Ricamarie en 1983.

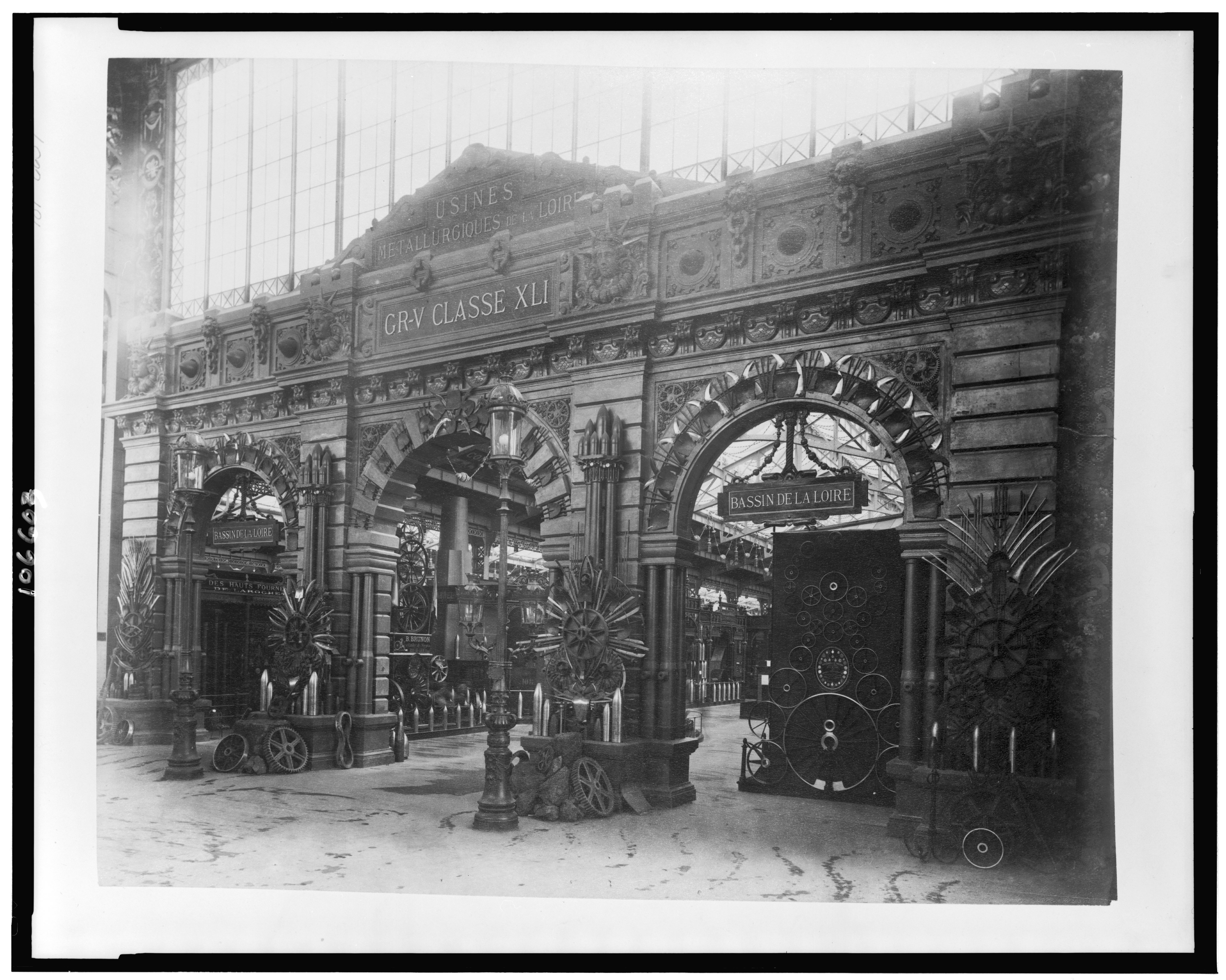
Entrée de la section des usines métallurgiques de la Loire au palais des Industries diverses de l'exposition universelle de Paris (1889).

La houille fut le moteur du développement industriel de Saint-Étienne et de la vallée du Gier et de l'Ondaine. En tant que source d'énergie principale à partir de la Révolution industrielle, elle permit de faire fonctionner les nombreuses usines de la région, les métiers à tisser, les forges, les fonderies. Elle permit aussi le développement de la sidérurgie ligérienne et ses grands établissements, de Firminy à Rive-de-Gier en passant par Saint-Étienne ou Saint-Chamond. Les communes de L'Horme, La Grand-Croix ou encore Lorette dans le Gier, Unieux aussi dans l'Ondaine, se développeront rapidement grâce à la sidérurgie.
D'abord productrice d'acier de base, la région dut se convertir difficilement dans les aciers spéciaux et de haute qualité avec la concurrence grandissante des aciers lorrains à partir de 1880.
La Première Guerre mondiale permet à la sidérurgie ligérienne d'apparaître comme la principale région de l'effort de guerre français, le Nord et une partie de la Lorraine étant alors sous occupation allemande. Obus, canons, plaques de blindage et véhicules blindés sont fabriqués dans la région par ces mêmes établissements sidérurgiques, et en particulier par la Compagnie des forges et aciéries de la marine et d'Homécourt à Saint-Chamond. Le temps de paix qui suit oblige les entreprises à se reconvertir dans le matériel civil, comme des tracteurs agricoles ou des locomotives.
Après la Seconde Guerre mondiale, la Compagnie des Ateliers et Forges de la Loire est créée par l'État : les établissements sidérurgiques du Marais à Saint-Étienne, de Firminy et d'Unieux, de Saint-Chamond et de L'Horme sont fusionnés dans ce grand groupe sidérurgique ligérien en 1953.
Malgré la création de Creusot-Loire en 1970 avec le rassemblement de la CAFL et des établissements sidérurgique et métallurgique du Creusot, la sidérurgie et la métallurgie ligérienne commencent à être sérieusement en difficulté. Le groupe, fort de 28 usines réunissant 42 000 employés à sa création, ne se relèvera jamais et malgré des licenciements chroniques il est dissout en 1984, ses usines partagées entre Usinor (qui deviendra Arcelor) et Framatome avec une restructuration lourde. En 1973 le site de L'Horme est cédé pour créer Mavilor. Le site de Firminy-Unieux passe de 6 252 employés en 1960 à 3 081 employés en 1980. Il est partagé en 1985 essentiellement dans les différentes filières d'Usinor, qui ne fera que réduire peu à peu les effectifs ainsi que dans Clextral et Rockwell, avec un total de 2 300 à 2 400 employés.
Le site de Saint-Chamond est repris en 1992 par GIAT Industries, un groupe détenu par l'État destiné à la fabrication d'armement. Après le VAB, la fabrication du char Leclerc est lancée. Réussite technologique, il sera un échec commercial, seulement vendu à l'Armée française et aux Émirats arabes unis à cause d'un coût prohibitif. Le site de GIAT Saint-Chamond ferme ses portes en 2003, ses employés étant pour la plupart soit poussés à une retraite anticipée soit dirigés vers la filiale optique de GIAT à Saint-Étienne, vers le site de Roanne ou dans le Rhône, toujours dans le Ministère de la Défense. GIAT ne conserve à Saint-Chamond qu'une filiale de fabrication de matériel NRBC.
Le secteur du textile représenta un important contingent ouvrier dans la région, avec la passementerie et la rubanerie à Saint-Étienne,, le lacet à Saint-Chamond ou la bonneterie dans le Roannais. Elle subit la rude concurrence du textile des pays à bas coûts après la Seconde Guerre mondiale et ses effectifs fondirent.
Enfin, les armes et les cycles furent un des secteurs phares de Saint-Étienne. L'industrie des armes est implantée très tôt à Saint-Étienne, se servant des eaux du Furan pour refroidir les armes. La Manufacture d'armes de Saint-Étienne, autrefois Manufacture royale d'armes, fut érigée en 1764 pour fournir au Royaume de France des armes de guerre. La « Manu » comme elle sera appelée plus tard fournira les fusils Chassepot et Lebel, le fusil MAS36 ou encore le FAMAS, pour fusil d'assaut de la Manufacture d'armes de Saint-Étienne, aujourd'hui arme de base du fantassin de l'Armée française. Saint-Étienne fut aussi une des capitales du cycle français, industrie qui s'éteindra presque complètement après la guerre.

### Mécanique, métallurgie et armement
La Loire a subi de plein fouet la crise industrielle, et ses effectifs dans la mécanique et la métallurgie n'ont cessé de décroître depuis. Saint-Étienne et sa banlieue, ainsi que la vallée du Gier et de l'Ondaine, connaissent aujourd'hui un chômage important à cause de la fermeture ou de la baisse des effectifs de nombreuses entreprises.
Malgré tout le département de la Loire est encore le premier département de la région Auvergne-Rhône-Alpes dans le domaine de la mécanique avec plus de 20 000 emplois. Le tissu économique est essentiellement fondé sur de nombreuses PME, avec une présence importante dans la sous-traitance automobile. Malheureusement, la sous-traitance subit la crise économique et la baisse de production automobile, certaines entreprises se retrouvant en difficulté. 
Quelques grandes entreprises de ce domaine d'activité sont basées dans la Loire, comme Haulotte Group, spécialisé dans le matériel élévateur, basé à L'Horme, le groupe GMD (métallurgie principalement) et SAM Outillages (outils à mains), basés à Saint-Étienne. Des grands groupes internationaux sont présents, comme Axletech dans l'équipement automobile (General Dynamics) à Saint-Étienne avec 316 emplois fin 2011, Siemens VAI (machines) à Montbrison (perte de son siège de Saint-Chamond en 2011). On citera aussi Garlock France à Saint-Étienne, Clextral (machines) à Firminy avec 210 emplois fin 2011, ZF Friedrichshafen (équipement automobile) et ses unités de Saint-Étienne et d'Andrézieux-Bouthéon avec près de 800 emplois à eux deux, ou encore Forgital (métallurgie).
La sidérurgie est encore présente, avec ArcelorMittal à Châteauneuf (360 personnes en 2011) et Saint-Chamond pour le domaine des tôles lourdes, Feursmétal (340 salariés en 2011 et Valdi à Feurs (forge et fonderie) et Loire Industrie (pièces forgées) à Saint-Chamond (95 salariés). La sidérurgie n'est pas une activité sans risques. En 2011, 2 ouvriers de Valdi, filiale d'AFE qui détient aussi Feursmétal, sont morts après l'explosion d'un four servant au recyclage de pile usagés. En avril 2012, c'est un ouvrier d'Arcelor-Mittal qui décède à cause d'une pièce lourde qui aurait ripé.
L'armement quant à lui est dans la Loire une activité ancienne mais dont les effectifs ont fortement baissé au cours du siècle précédent. La Manufacture d'armes de Saint-Étienne, fabricant du FAMAS a fermé ses portes en 2001, le site de GIAT Industries (fabricant notamment du VAB) à Saint-Chamond a fermé en 2003, Manufrance en 1984, enfin de nombreux petits armuriers ont mis la clé sous la porte sous la pression des fabricants d'armes allemands ou italiens et de la baisse de la pratique de la chasse. Néanmoins Saint-Étienne reste encore la capitale de l'arme de chasse française, avec la présence des principaux fabricants d'armes de chasses français, notamment Verney-Carron qui en est le leader, basé à Saint-Étienne. On citera également l'entreprise Chapuis Armes à Saint-Bonnet-le-Château, orienté vers une progression plus haut-de-gamme, ou encore Rivolier à Saint-Just-Saint-Rambert.
Enfin, Nexter (ex-GIAT Industries) reste encore un employeur important de la Loire malgré une baisse très importante des effectifs. Il compte environ 900 employés à Roanne qui constitue son siège, ainsi que des cellules à Saint-Étienne dans l'optique et le matériel NBC à Saint-Chamond.

### Textile
La Loire est le premier département de France dans le domaine du textile-habillement et de la mode. Elle possède encore de nombreuses entreprises notamment dans le Roannais, avec par exemple Devernois au Coteau ou Linder à Violay pour citer les plus importantes. Le groupe Zannier est quant à lui implanté à Saint-Chamond.
Elle est aussi un leader dans le domaine du textile médical, avec des entreprises comme Sigvaris à Saint-Just-Saint-Rambert, employant 701 personnes, Gibaud[Lequel ?] à Saint-Étienne avec 233 personnes, enfin Thuasne toujours à Saint-Étienne.

### Agroalimentaire
L'industrie agroalimentaire dans la Loire est la première en Auvergne-Rhône-Alpes, avec 14,5 % de l'activité rhônalpine: le département est le premier producteur de lait de la région et abat 30 % des bovins de la région avec à la clé 5000 emplois en 2010. Le secteur agroalimentaire constitue ainsi la troisième industrie de la Loire,.
Trois ensembles géographiques se différencient dans la Loire. Le premier, l'arrondissement de Saint-Étienne, concentre l'essentiel des activités d'abattage de bovins et de fabrication de chocolats et contient 1910 emplois soit 38 % du secteur dans la Loire. Il abrite des entreprises phares comme Weiss avec 115 employés à Saint-Étienne, spécialisé dans le chocolat haut de gamme et la confiserie, la Chocolaterie Aiguebelle (groupe Cémoi) à Sorbiers avec 260 employés dans la chocolaterie et la confiserie, enfin NatraZahor France dans la production de plaquette de chocolat avec 130 employés à Saint-Étienne.
Le deuxième est l'arrondissement de Montbrison, avec 1906 emplois soit 38 % du secteur dans la Loire. Il s'y concentre une bonne partie des entreprises de production de lait (Lactalis, Andrézieux-Bouthéon), de fabrication d'aliments pour animaux (Nestlé Purina, Veauche) ou encore d'eaux minérales, avec des entreprises phares comme Badoit à Saint-Galmier avec 203 employés, Parot avec 36 employés à Saint-Romain-le-Puy, Saint-Alban avec 134 employés à Saint-Alban-les-Eaux ou encore les eaux minérales de Sail-les-Bains avec 10 employés. On peut citer également l'entreprise Brioche Pasquier à Andrézieux-Bouthéon qui comprenait une centaine de salariés en 2010, l'entreprise Maison du Café toujours à Andrézieux avec 136 employés et une production de 35 000 tonnes de café (Dans ce secteur on citera l'entreprise Café Chapuis avec ses 26 employés à Saint-Étienne, dans le café haut de gamme), 
Enfin le dernier, l'arrondissement de Roanne, concentre 1240 emplois soit 24 % du secteur, essentiellement dans l'industrie du chocolat-confiserie (Révillon Chocolatier , 110 emplois permanents au Coteau, 400 en saison) et de la viande (siège de Sicarev, 840 emplois au total dans l'entreprise), ainsi que dans la production de plats préparés et de boissons rafraichissantes.

### Divers

#### Cycles
Autre spécificité ligérienne, l'industrie du cycle a presque disparu du territoire. Il ne subsiste aujourd'hui que quelques fabricants de vélos, comme Stronglight à Saint-Étienne et Cycles Mercier à Andrézieux-Bouthéon. Pourtant, l'industrie du cycle figurait parmi les plus gros employeurs de la région avec 10 000 ouvriers dans les années 1920, avec Manufrance (anciennement Manufacture d'Armes et de Cycles), Ravat ou Automoto à Saint-Étienne, Lyotard et Landon à Sury-le-Comtal.

#### Verre
La Loire était autrefois un important territoire de verreries, avec de nombreuses implantations dans la vallée du Gier notamment. Avec la fermeture du site de Duralex il y a quelques années, c'est toute une industrie qui disparait de la vallée du Gier. Mais la Loire possède encore deux verreries importantes situées dans la plaine du Forez : la verrerie BSN de Veauche, appartenant au groupe Danone, et la verrerie Verallia (groupe Saint-Gobain) de Saint-Romain-le-Puy, qui emploie 250 personnes.

#### Chimie et plasturgie
Historiquement, la Loire n'est pas un territoire de chimie. Pourtant quelques établissements existent, notamment dans la plaine du Forez. On citera l'important SNF Floerger, avec ses 3 300 emplois dans le monde dont environ 900 à Andrézieux-Bouthéon et spécialisé dans les polymères utilisés dans le traitement de l'eau dont elle est le leader mondial. Après avoir été créée à Saint-Étienne, l'entreprise s'est délocalisée dans la plaine du Forez pour s'agrandir et se développer. Seule usine Seveso seuil haut de la Loire, elle est la première entreprise industrielle de la Loire et son premier exportateur.
On citera également des unités importantes du groupe suédois Becker Industrie à Montbrison avec 308 personnes, ainsi que du groupe américain Dupont toujours à Montbrison avec 450 personnes. Elles sont toutes les deux spécialisées dans la peinture industrielle.

#### Pneumatiques
Le département compte également deux unités de fabrication de pneumatiques. La première, une usine Michelin spécialisée dans les pneus haut-de-gamme, employait 950 personnes en 2011 à Roanne. La deuxième est une usine de Continental, anciennement Freudenberg, Andrézieux-Bouthéon.

## Secteur tertiaire
Le département s'est fortement tertialisé dans le même temps qu'elle se désindustrialisait, et la hausse d'emplois dans les services continue dans les années 2000. La Loire comptait en 1999 95 923 emplois dans le commerce, le transport ou d'autres services divers soit 35,4 % de l'emploi total, et 78 050 emplois dans l'administration publique, l'enseignement, la santé et l'action sociale soit 28,8 %.
Avec 110 314 emplois dans le premier secteur soit 38,6 %, et 89 810 emplois dans le deuxième secteur soit 31,5 %, le tertiaire est en hausse rapide. Cette hausse des emplois de service vient surtout de la hausse des services d'action sociale, du développement du tertiaire supérieur et surtout de l'externalisation de fonctions d'entreprises industrielles comme le nettoyage des locaux, la comptabilité, l'informatique ou la recherche. Mais la Loire malgré cette augmentation forte reste quand même nettement en dessous de la moyenne française et régionale. 

### Commerce: le Groupe Casino
Le commerce dans la Loire est bien représenté par le Groupe Casino. Casino est à la base une petite épicerie de Saint-Étienne, créée par Geoffroy Guichard en 1882. Avec une première succursale à Veauche dans la plaine du Forez et des entrepôts dans Saint-Étienne, notamment dans le quartier de Châteaucreux, Casino prend sa lancée pour grossir petit à petit. En 1919, Casino détient 520 succursales dans la région de Saint-Étienne et de Clermont-Ferrand et développe ses activités industrielles. En 1920 l'Association sportive de Casino est créée pour ses employés : elle deviendra l'Association sportive de Saint-Étienne peu après et se professionnalisera en 1933. Son stade est inauguré en 1931 et prend le nom de Geoffroy-Guichard. En 1948, le magasin historique de Saint-Étienne est transformé en libre-service, une innovation à l'époque. Le premier supermarché est ouvert en 1960 alors que le groupe emploie déjà 2900 personnes. Casino se développe de plus en plus, s'implantant à l'international et multipliant les franchises et les marques du groupe. Casino confirme son implantation historique en inaugurant son nouveau siège social à Saint-Étienne dans le quartier de Châteaucreux, participant ainsi à une grande opération d'urbanisme du quartier. L'entreprise à travers sa filiale logistique Easydis détient aussi 4 entrepôts sur Saint-Étienne et dans la plaine du Forez.
En tant que grand groupe de distribution alimentaire français, le Groupe Casino emploie 79 700 personnes en France dont 5 020 dans la Loire, parmi lesquelles 2 275 travaillent au siège social, constituant la première entreprise de la Loire en termes d'emplois.

### Transports et logistique
La logistique représente dans la Loire 9 000 emplois auxquels il faut ajouter les activités logistiques indirectes, soit 27 000 emplois au total.

### Les administrations: hôpitaux et enseignement
Le CHU de Saint-Étienne est le premier employeur de la Loire, avec 7 259 personnes employées sur trois sites : le principal est l'hôpital Nord sur la commune Saint-Priest-en-Jarez, les autres étant situés sur la commune de Saint-Étienne même : l'hôpital Bellevue au sud de la ville, dont certains services ont déménagé à Nord ainsi que l'hôpital de la Charité.

### Un développement du tertiaire sur une base industrielle
La Loire et en particulier l'agglomération stéphanoise cherchent à développer le secteur tertiaire se basant sur ses industries phares, notamment la recherche, l'innovation et le design dans la mécanique et le textile.